# Алос-да-Балаге
Алос-да-Балаге (Alòs de Balaguer) — муніципалітет в Іспанії, у складі Комарка Ногера, у провінції Леріда, Каталонія.
Алос-де-Балагер має дуже мізерне населення. При такому малому населенні в середньому 2,2 людини на 1 км 2 і лише 5,8 людини на квадратну милю. Лише один виноградник, один ресторан і річка Ріо-Сегре неподалік. Глибина Ріо-Сегре в деяких місцях посередині річки досягає 50+ футів. У Алос-де-Балагер, у секторі Сегре, водотік залишає звичайний напрямок північ-південь від річки Південні Піренеї та прямує до міст і мостів Камараси. Річка протікає, по-перше, сектором, складеним третинними відкладами. Це охоплює північну околицю Центральної Каталонської западини, яка пізніше буде представлена в Піренейських горах. Зовні через вузьку та глибоку ущелину (стіна ущелини) на основі Алос-де-Балагер, потім повертається до западини Ебро. Від Ебро вона тягнеться до Камараса-Балагер.